# Laia Arriols Gisbert
Laia Arriols Gisbert   (Reus, 1976) és una il·lustradora catalana, considerada una de les millors del segle XXI a Espanya.
Actualment, treballa com a directora en la Casa d'Oficis de Creació i Producció audiovisual de Mas Carandell (Reus). Va estudiar Pedagogia a la URV i després un Màster de tecnologia educativa. A la seva trajectòria artística utilitza el nom d'“Apanona”. El 2008 va crear un blog, actiu fins a l'actualitat, on va començar a publicar les seves il·lustracions, va veure que el seu producte es podia convertir en un negoci quan una noia de França va contactar amb ella per vendre els seus dissenys a la seva botiga.
Les seves dues filles l'han inspirat en els seus dissenys, per això les seves il·lustracions es caracteritzen per ser d'ambient infantil. Els seus dibuixos poden ajudar a expressar emocions, sentiments i fins a ajudar a expressar històries màgiques, perquè són tendres, divertits i amb ànima.
Coneguda amb el nom artístic 'Apanona' va anar creixent progressivament, fins i tot va arribar a vendre una línia de roba per a llits infantil amb els seus dissenys. Els dibuixos de Laia Arriols van arribar a diferents països d'Europa, als Estats Units i fins i tot Austràlia.
Segons l'editorial Norma la descriu com «una de les 80 reines de la il·lustració» amb el nom d'apanona en el seu darrer llibre 'Reinas de la ilustración española del siglo XXI'. Els seus projectes: La Roba de llit per a Casual Textil, El Puzzle per a El Nan Casteller, El cartell per a les festes de Misericòrdia.